# Olympische Sommerspiele 1972/Teilnehmer (Niederlande)
| Gelbes Symbol für Goldmedaillen mit stilisierten Olympischen Ringen | Graues Symbol für Silbermedaillen mit stilisierten Olympischen Ringen | Braundes Symbol für Bronzemedaillen mit stilisierten Olympischen Ringen |
| ------------------------------------------------------------------- | --------------------------------------------------------------------- | ----------------------------------------------------------------------- |
| 3                                                                   | 1                                                                     | 1                                                                       |

Die Niederlande nahmen an den Olympischen Sommerspielen 1972 in München teil. 119 Athleten, darunter 90 Männer und 29 Frauen, nahmen an 72 Wettbewerben in 16 Sportarten teil. Fahnenträger bei der Eröffnungsfeier war der Hockeyspieler Nico Spits.

## Medaillengewinner

### Gold
| Name          | Sportart | Wettkampf                                     |
| ------------- | -------- | --------------------------------------------- |
| Willem Ruska  | Judo     | Männer, Schwergewicht & Männer, Offene Klasse |
| Hennie Kuiper | Radsport | Männer, Straßenrennen                         |

### Silber
| Name          | Sportart | Wettkampf                      |
| ------------- | -------- | ------------------------------ |
| Mieke Jaapies | Kanu     | Frauen, Kajak-Einer, 500 Meter |

### Bronze
| Name                               | Sportart | Wettkampf                      |
| ---------------------------------- | -------- | ------------------------------ |
| Roelof Luynenburg & Rudolf Stokvis | Rudern   | Männer, Zweier ohne Steuermann |

## Teilnehmer nach Sportarten

### Boxen
Männer
- Anthony Richardson
Halbmittelgewicht: 3. Runde

- James Vrij
Weltergewicht: 2. Runde

### Fechten
Männer
- Eduard Ham
Säbel, Einzel: 2. Runde

### Hockey
Männerturnier
- 4. Platz

- Kader
André Bolhuis
Paul Brauckmann
Jan Willem Buij
Marinus Dijkerman
Thijs Kaanders
Coen Kranenberg
Ties Kruize
Wouter Leefers
Flip van Lidth de Jeude
Paul Litjens
Irving van Nes
Maarten Sikking
Frans Spits
Nico Spits
Bart Taminiau
Kik Thole
Piet Weemers
Jeroen Zweerts

### Judo
Männer
- Jan Bosman
Halbschwergewicht: 11. Platz

- Martin Poglajen
Mittelgewicht: 13. Platz

- Wim Ruska
Schwergewicht: Gold 
Offene Klasse: Gold

### Kanu
Frauen
- Mieke Jaapies
Kajak-Einer, 500 Meter: Silber 
Kajak-Zweier, 500 Meter: 7. Platz

- Maria van der Holst-Blijlevens
Kajak-Zweier, 500 Meter: 7. Platz

### Leichtathletik
| Männer - Sjef Hensgens 800 Meter: Vorläufe - Haico Scharn 1500 Meter: Halbfinale | Frauen - Ria Ahlers Hochsprung: 16. Platz - Berny Boxem-Lenferink 1500 Meter: 9. Platz - Wilma van Gool 100 Meter: Viertelfinale 200 Meter: Viertelfinale - Ilja Keizer 1500 Meter: 6. Platz - Trudy Ruth 400 Meter: Halbfinale |

### Moderner Fünfkampf
Männer
- Jan Bekkenk
Einzel: 46. Platz
Mannschaft: 18. Platz

- Henk Krediet
Einzel: 58. Platz
Mannschaft: 18. Platz

- Rob Vonk
Einzel: 53. Platz
Mannschaft: 18. Platz

### Radsport
Im Mannschaftszeitfahren gewann die niederländische Staffel ursprünglich die Bronzemedaille. Da aber einer der Teilnehmer, Aad van den Hoek, im Nachhinein des Dopings überführt wurde, wurde die Staffel disqualifiziert. Die Bronzemedaillen wurden aberkannt, aber nicht neu vergeben.
Männer
- Klaas Balk
Sprint: 4. Platz
Tandemsprint: 5. Platz

- Ad Dekkers
4000 Meter Mannschaftsverfolgung: 5. Platz

- Peter van Doorn
Sprint: 5. Platz
1000 Meter Zeitfahren: 11. Platz
Tandemsprint: 5. Platz

- Fedor den Hertog
Straßenrennen: 25. Platz
Mannschaftszeitfahren: Bronzedisqualifiziert

- Aad van den Hoek
Mannschaftszeitfahren: Bronzedisqualifiziert

- Gerard Kamper
4000 Meter Mannschaftsverfolgung: 5. Platz

- Piet van Katwijk
Straßenrennen: 11. Platz

- Hennie Kuiper
Straßenrennen: Gold 
Mannschaftszeitfahren: Bronzedisqualifiziert

- Herman Ponsteen
4000 Meter Mannschaftsverfolgung: 5. Platz

- Cees Priem
Straßenrennen: 12. Platz
Mannschaftszeitfahren: Bronzedisqualifiziert

- Roy Schuiten
4000 Meter Einerverfolgung: 5. Platz
4000 Meter Mannschaftsverfolgung: 5. Platz

### Reiten
- Cees Benedictus-Lieftinck
Springen, Einzel: 27. Platz
Springen, Mannschaft: 8. Platz

- Hans Brugman
Vielseitigkeitsreiten, Einzel: DNF
Vielseitigkeitsreiten, Mannschaft: DNF

- Anny van Doorne
Springen, Einzel: 18. Platz
Springen, Mannschaft: 8. Platz

- Maarten Jurgens
Vielseitigkeitsreiten, Einzel: DNF
Vielseitigkeitsreiten, Mannschaft: DNF

- Piet van der Schans
Vielseitigkeitsreiten, Einzel: 48. Platz
Vielseitigkeitsreiten, Mannschaft: DNF

- Eddy Stibbe
Vielseitigkeitsreiten, Einzel: DNF
Vielseitigkeitsreiten, Mannschaft: DNF

- John Swaab
Springen, Einzel: 28. Platz
Springen, Mannschaft: 8. Platz

### Rudern
Männer
- Jan Bruyn & Paul Veenemans
Doppelzweier: 7. Platz

- Roelof Luynenburg & Rudolf Stokvis
Zweier ohne Steuermann: Bronze

- René Kieft, Bernard Luttikhuizen & Herman Zaanen
Zweier mit Steuermann: Hoffnungslauf

- Wim Grothuis, Johan ter Haar, Kees de Korver, Evert Kroes & Jan-Willem van Woudenberg
Vierer mit Steuermann: 7. Platz

- Herman Eggink, Hans Huisinga, Frank Mulder, Jannes Munneke, Pieter Offens, Henk Rouwé, Rutger Stuffken, Bram Tuinzing & Jan van der Vliet
Achter: 9. Platz

### Schießen
- Willy Hillen
Kleinkaliber, liegend: 17. Platz

- Ben Pon junior
Skeet: 31. Platz

- Eric Swinkels
Skeet: 35. Platz

### Schwimmen
| Männer - Bert Bergsma 4 × 100 Meter Freistil: Vorläufe 4 × 200 Meter Freistil: Vorläufe - Hans Elzerman 4 × 100 Meter Freistil: Vorläufe 4 × 200 Meter Freistil: Vorläufe - Roger van Hamburg 4 × 100 Meter Freistil: Vorläufe 4 × 200 Meter Freistil: Vorläufe 400 Meter Lagen: Vorläufe - Ton van Klooster 400 Meter Freistil: Vorläufe 1500 Meter Freistil: Vorläufe - François van Kruisdijk 200 Meter Lagen: Vorläufe - Peter Prijdekker 200 Meter Freistil: Vorläufe 4 × 100 Meter Freistil: Vorläufe 4 × 200 Meter Freistil: Vorläufe - Bob Schoutsen 100 Meter Rücken: Halbfinale 200 Meter Rücken: Vorläufe | Frauen - Enith Brigitha 100 Meter Freistil: 8. Platz 4 × 100 Meter Freistil: 5. Platz 100 Meter Rücken: 6. Platz 200 Meter Rücken: 6. Platz 4 × 100 Meter Lagen: 5. Platz - Hansje Bunschoten 100 Meter Freistil: Halbfinale 200 Meter Freistil: 6. Platz 400 Meter Freistil: 7. Platz 800 Meter Freistil: 7. Platz 4 × 100 Meter Freistil: 5. Platz 4 × 100 Meter Lagen: 5. Platz - Frieke Buys 100 Meter Schmetterling: Halbfinale 200 Meter Schmetterling: Vorläufe 4 × 100 Meter Lagen: 5. Platz - Josien Elzerman 4 × 100 Meter Freistil: 5. Platz 200 Meter Rücken: Vorläufe - Annemarie Groen 100 Meter Rücken: Vorläufe 200 Meter Rücken: Vorläufe - Tineke Hofland 100 Meter Brust: Vorläufe - Gerda Lassooij 200 Meter Lagen: Vorläufe 400 Meter Lagen: Vorläufe - Wijda Mazereeuw 200 Meter Lagen: Vorläufe 400 Meter Lagen: Vorläufe - Hennie Penterman 200 Meter Lagen: Vorläufe 400 Meter Lagen: Vorläufe - Alie te Riet 100 Meter Brust: Vorläufe 200 Meter Brust: Vorläufe 4 × 100 Meter Lagen: 5. Platz - Anke Rijnders 100 Meter Freistil: Halbfinale 200 Meter Freistil: 7. Platz 400 Meter Freistil: 8. Platz 4 × 100 Meter Freistil: 5. Platz 4 × 100 Meter Lagen: 5. Platz - Marianne Vermaat 100 Meter Rücken: Halbfinale |

### Segeln
- Kees Douze
Finn-Dinghy: 23. Platz

- Cees Kurpershoek & Ben Staartjes
Tempest: 5. Platz

- Ferdinand Imhoff & Simon Korver
Flying Dutchman: 10. Platz

### Turnen
Frauen
- Ans Dekker
Einzelmehrkampf: 59. Platz in der Qualifikation
Mannschaftsmehrkampf: 9. Platz
Boden: 90. Platz in der Qualifikation
Pferd: 65. Platz in der Qualifikation
Stufenbarren: 54. Platz in der Qualifikation
Schwebebalken: 37. Platz in der Qualifikation

- Ans van Gerwen
Einzelmehrkampf: 19. Platz
Mannschaftsmehrkampf: 9. Platz
Boden: 26. Platz in der Qualifikation
Pferd: 28. Platz in der Qualifikation
Stufenbarren: 14. Platz in der Qualifikation
Schwebebalken: 22. Platz in der Qualifikation

- Ikina Morsch
Einzelmehrkampf: 66. Platz in der Qualifikation
Mannschaftsmehrkampf: 9. Platz
Boden: 38. Platz in der Qualifikation
Pferd: 69. Platz in der Qualifikation
Stufenbarren: 80. Platz in der Qualifikation
Schwebebalken: 75. Platz in der Qualifikation

- Linda Toorop
Einzelmehrkampf: 69. Platz in der Qualifikation
Mannschaftsmehrkampf: 9. Platz
Boden: 74. Platz in der Qualifikation
Pferd: 75. Platz in der Qualifikation
Stufenbarren: 42. Platz in der Qualifikation
Schwebebalken: 106. Platz in der Qualifikation

- Margo Velema
Einzelmehrkampf: 79. Platz in der Qualifikation
Mannschaftsmehrkampf: 9. Platz
Boden: 59. Platz in der Qualifikation
Pferd: 91. Platz in der Qualifikation
Stufenbarren: 96. Platz in der Qualifikation
Schwebebalken: 54. Platz in der Qualifikation

- Nel van der Voort
Einzelmehrkampf: 67. Platz in der Qualifikation
Mannschaftsmehrkampf: 9. Platz
Boden: 82. Platz in der Qualifikation
Pferd: 75. Platz in der Qualifikation
Stufenbarren: 70. Platz in der Qualifikation
Schwebebalken: 64. Platz in der Qualifikation

### Wasserball
Männerturnier
- 7. Platz

- Kader
Mart Bras
Ton Buunk
Wim Hermsen
Hans Hoogveld
Evert Kroon
Hans Parrel
Wim van de Schilde
Ton Schmidt
Gijze Stroboer
Jan Evert Veer
Hans Wouda

### Wasserspringen
Frauen
- Mariët Dommers
Kunstspringen: 23. Platz in der Qualifikation

- Annita Smith
Turmspringen: 27. Platz in der Qualifikation